# Valentin Dima
Valentin Costin Dima (sinh ngày 25 tháng 6 năm 1989, Bucharest) là một cầu thủ bóng đá người România, thi đấu cùng với đội bóng Liga I Juventus București.